# شي فينغ
شي فينغ (بالصينية: 谢峰) هو لاعب كرة قدم صيني في مركز الدفاع، ولد في 9 أبريل 1966 في بكين في الصين. شارك مع منتخب الصين لكرة القدم. أما مع النوادي، فقد لعب مع نادي بكين سينوبو غوان ونادي شنجن.

## وصلات خارجية
- شي فينغ على موقع قاعدة بيانات كرة القدم.إي يو (الإنجليزية)
- شي فينغ على موقع ناشيونال فوتبول تيمز (الإنجليزية)
- شي فينغ على موقع Soccerway.com (الإنجليزية)
- شي فينغ على موقع عالم كرة القدم.نت (الإنجليزية)